# Giovanni Ficarra
Giovanni Ficarra (Mesina, 18 de junio de 1996) es un deportista italiano que compite en remo.
Ganó una medalla de oro en el Campeonato Mundial de Remo de 2022, en la prueba de dos sin timonel ligero. Además, obtuvo una medalla de oro en el Campeonato Mundial de Remo en Sala de 2023.

## Palmarés internacional
| Campeonato Mundial | Campeonato Mundial       | Campeonato Mundial | Campeonato Mundial     |
| Año                | Lugar                    | Medalla            | Prueba                 |
| ------------------ | ------------------------ | ------------------ | ---------------------- |
| 2022               | Račice (República Checa) | Medalla de oro     | Dos sin timonel ligero |

| Campeonato Mundial | Campeonato Mundial   | Campeonato Mundial | Campeonato Mundial |
| Año                | Lugar                | Medalla            | Prueba             |
| ------------------ | -------------------- | ------------------ | ------------------ |
| 2023               | Mississauga (Canadá) | Medalla de oro     | Ligero 500 m       |